# Аграрная партия (Чехословакия)
Аграрная партия (с 1922 года официальное название — Республиканская партия земледельческого и мелкокрестьянского населения; чеш. Strana agrární / Republikánská strana zemědělského a malorolnického lidu) — консервативная политическая партия, действовавшая в Австро-Венгрии и Чехословакии.

## История
В 1899 году в Богемии была создана Чешская аграрная партия (чеш. Česká strana agrární), а в 1904 году в Моравии была основана Чешская аграрная партия для Моравии и Силезии (чеш. Česká strana agrární pro Moravu a Slezsko). В 1905 году обе партии объединились в Чехо-славянскую аграрную партию (чеш. Českoslovanská strana agrární). В 1914 году в 2467 территориальных организациях партии состояло 91 194 члена. В довоенный период руководимая Антонином Швеглой партия сформировала идеологию единства интересов всего населения сельской местности — от крупных землевладельцев до мелких крестьян.
После провозглашения независимости Чехословакии партия стала одной из наиболее влиятельных политических сил в стране; 16 лет (в 1922-38) чехословацкие премьер-министры были представителями аграриев, хотя правительства всегда были коалиционными. В 1919 году Аграрная партия была переименована в Республиканскую партию чехословацкого села (чеш. Republikánská strana československého venkova), а в 1922 году — в Республиканскую партию земледельческого и мелкокрестьянского населения. В 1938 году партия объединилась с другими политическими силами в Партию национального единства. После Второй мировой войны деятелями чехословацкой эмиграции была предпринята попытка воссоздания партии.

## Премьер-министры Чехословакии, представлявшие партию
- Ян Черный (15 сентября 1920 — 26 сентября 1921; 18 марта 1926 — 12 октября 1926)
- Антонин Швегла (7 октября 1922 — 18 марта 1926; 12 октября 1926 — 1 февраля 1929)
- Франтишек Удржал (1 февраля 1929 — 24 октября 1932)
- Ян Малыпетр (24 октября 1932 — 5 ноября 1935)
- Милан Годжа (5 ноября 1935 — 22 сентября 1938)
- Рудольф Беран (1 декабря 1938 — 15 марта 1939)

## Результаты на парламентских выборах
- 1920 — 603 618 (9,7%) голосов, 28 мест
- 1925 — 970 940 (13,7%) голосов, 45 мест
- 1930 — 1 105 429 (15%) голосов, 46 мест
- 1935 — 1 176 593 (14,3%) голосов, 45 мест